# Tyniec (Sainte-Croix)
Pour l’article homonyme, voir Abbaye de Tyniec.
Tyniec est une localité polonaise de la gmina d'Oksa, située dans le powiat de Jędrzejów en voïvodie de Sainte-Croix.